# Spatholobus albus
Spatholobus albus är en ärtväxtart som beskrevs av Wiriad. och Ridd.-num.. Spatholobus albus ingår i släktet Spatholobus och familjen ärtväxter. Inga underarter finns listade i Catalogue of Life.